# Narlıq
Narlıq è un comune dell'Azerbaigian situato nel distretto di Sabirabad. Conta una popolazione di 1 509 abitanti.